# Nawalenin
Nawalenin (biał. Наваленін; ros. Новоленин) – wieś na Białorusi, w obwodzie homelskim, w rejonie żytkowickim, w sielsowiecie Lenin.